# 흡혈오징어

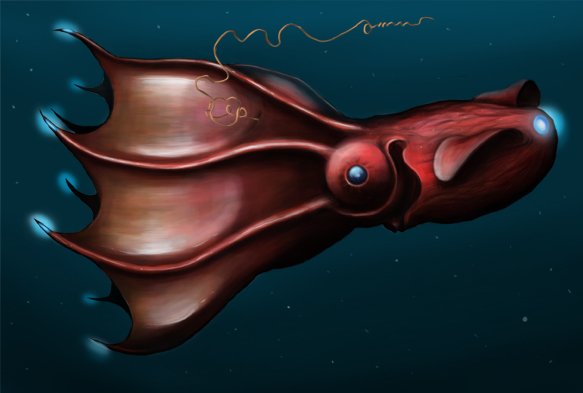

흡혈오징어(Vampire squid, Vampyroteuthis infernalis)는 팔완상목의 두족류로 오징어뼈를 갖고 있지 않다. 일반적으로 뱀파이어 문어 혹은 박쥐문어 등으로 불리지만 국내 학계에서는 흡혈오징어라고 부른다. 흡혈오징어목에는 이 종류 하나뿐이다. 

## 특징
흡혈귀같은 생김새를 지니고 있는 흡혈오징어는 이름과 같이 흡혈을 하지 않고 심해에 떠다니는 유기물 등을 섭취한다. 또한 중생대에 서식하였던 두족류인 벨렘나이트와 같이 다리에 가시가 나있다. 또한 흡혈오징어는 문어와 오징어의 특성을 모두 가지고 있어서 학자들은 문어와 오징어가 흡혈오징어에서 갈라져 나왔다고 생각하기도 한다.  
우무문어처럼 큰 머리에 작은 귀처럼 생긴 지느러미가 달렸고 다리 사이사이에 얇은 막이 있는 게 특징이다. 이런 특징을 가진 다리가 박쥐 날개처럼 생겼고 다리의 빨판은 갈고리나 송곳니처럼 생겼다. 새빨간 몸통에 새파란 눈으로 선명한 대조를 보인다. 스피룰라와 마찬가지로 2개의 지느러미 사이에 발광기관을 가지고 있고 어두운 심해에서 검은 먹물은 은폐 효과가 없어 대신 형광색의 빛을 내는 점액질을 뿜는다. 위험한 상황에 처하면 몸을 뒤집어 가시가 바깥으로 나오게 하는 일명 파인애플 자세를 취한다. 흡혈오징어는 광구라고 불리는 빛을 내는 기관으로 덮여 있으며, 1초에서 수 분에 이르는 시간에 걸쳐 방향 감감을 흐트러뜨리는 섬광을 생성할 수 있다.

## 발견
흡혈오징어는 Carl Chun이 이끄는 발디비아 원정(Valdivia Expedition,1898-1899) 중 발견되었다. Carl Chun은 첼린저 탐험(Challenger Expedition)에 영감을 받은 동물학자였고, 생명체가 실제로 300피트(550m)아래에 존재하는지 확인하기를 원했다. 이후 Carl Chun은 흡혈오징어를 흡혈오징어목(Vampyroteuthidae)로 분류했다. 첼린저 탐험은 독일 사회인 게르츠하프트 나투르포르셰(Gesellschaft Deutscher Naturforscher)의 자금 지원을 받았는데, 독일 과학자 모임인 아르츠테(Arzte)는 아비스우스 이론(Abyssus theory)과 달리 수심 550m 이상에 생명체가 존재한다고 믿었다. S.S. 발디비아호는 잡힌 것을 분석하고 보존하기 위해 실험실과 표본 항아리뿐만 아니라 심해 생물 채집을 위한 장비를 갖추고 있었다. 항해는 독일 함부르크에서 시작되었고, 에든버러에 이어 아프리카 서해안을 따라 항해했다. 아프리카의 남쪽 지점을 항해한 후, 탐험대는 인도와 남극해의 깊은 지역을 연구했다.      

## 모습

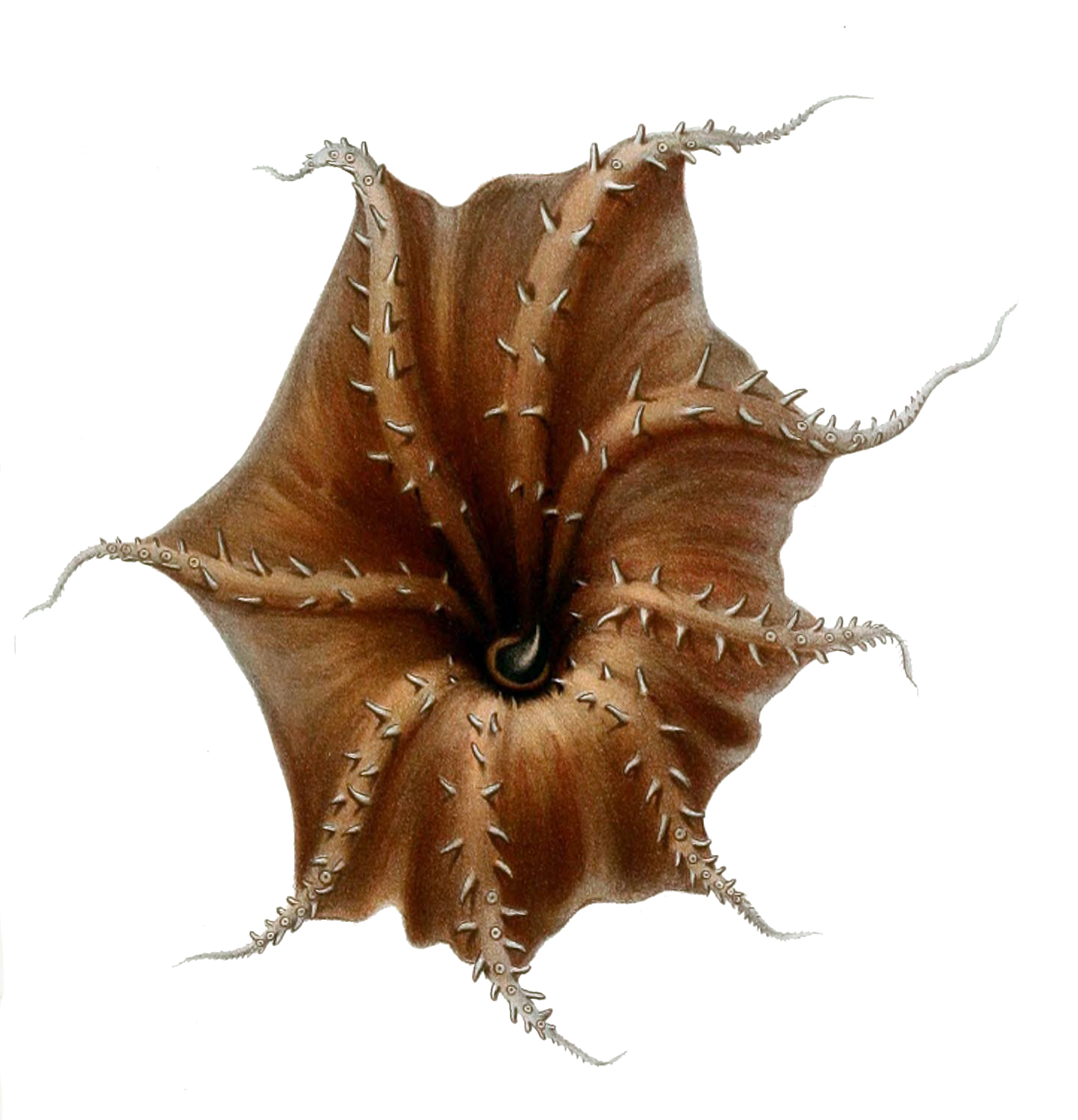
구경 모습

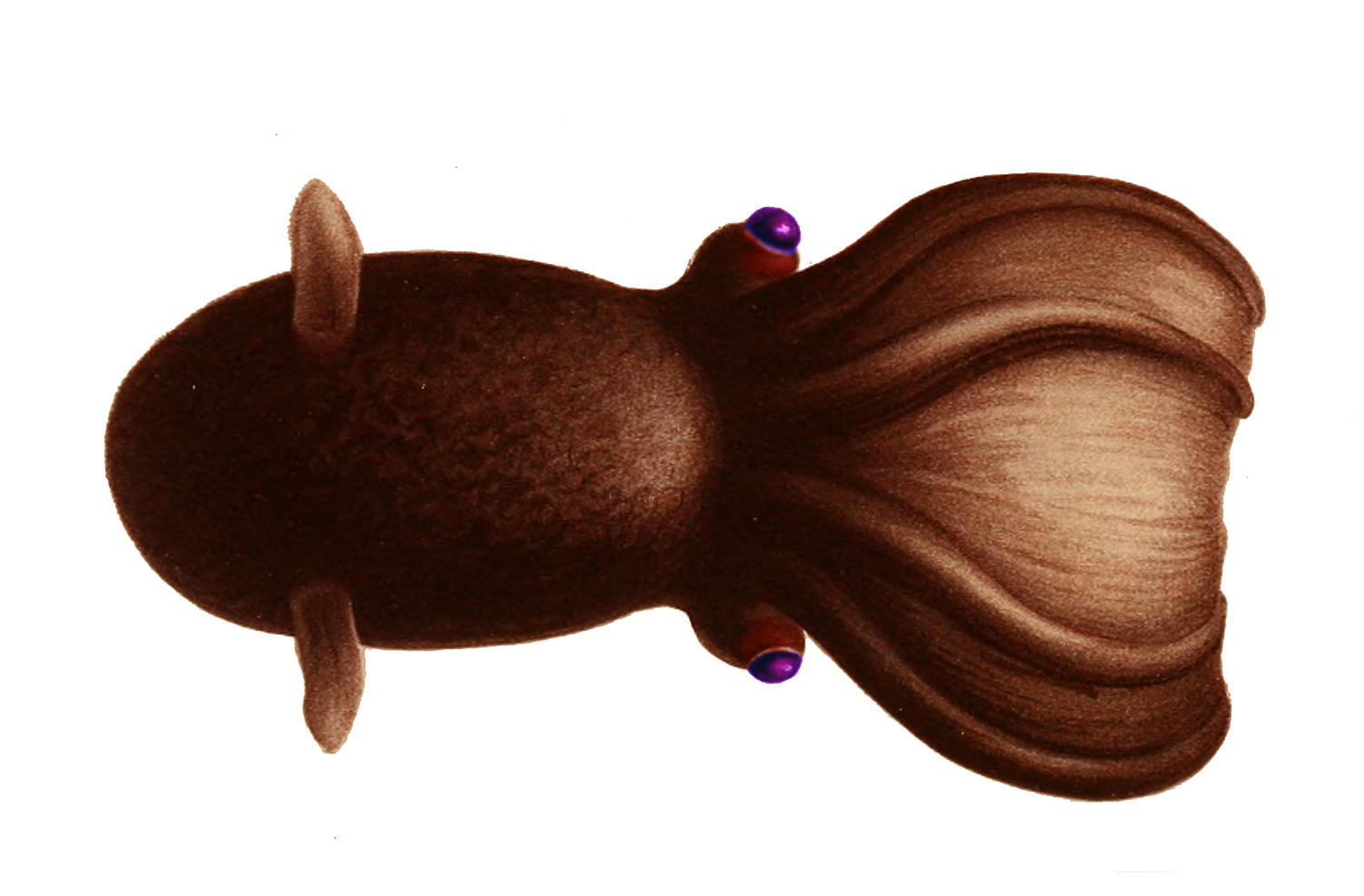
등쪽 모습

15cm의  젤리같은 모양의 몸(최대 전체 길이가 약 30cm에 이를 수 있다.)은 위치와 조명 조건에 따라 칡흑 같은 어두운 색부터 연한 붉은색까지 다양하게 나타난다. 피부의 가장자리에 있는 띠는 여덟 개의 다리을 연결하고, 각각은 두꺼운 가시나 극모로 줄지어 있다. 팔의 말단의 절반(몸통에서 떨어진 부분)에만 빨판이 있다. 흡혈오징어의 이름은 습성보다는 이 어두운 색깔과 망토를 덮은 것 같은 띠에서 영감을 받았다. 
빛에 따라 붉거나 푸른색으로 보이는 얇고 구형인 눈은 지름이 2.5cm로 동물계에서 가장 크다. 
성체는 한 쌍의 작은 지느러미가 맨틀(망토)의 측면으로부터 돌출되어 있다. 귀같은 지느러미는 성체의 주요 추진 수단 역할을 한다.  
띠 안에는 촉각이 있는 섬모가 숨겨져 있는 두 개의 주머니가 있다. 
광 기둥의 강도와 크기 또한 조절할 수 있다. 작고 하얀 원반처럼 보이는 광기둥은 팔 끝과 두 지느러미 밑부분에서 더 크고 복잡하지만, 덮인 팔의 아랫부분에는 없다. 머리 위에 있는 두개의 더 크고 하얀 부분은 처음에는 광기둥으로 여겨졌으나, 지금은 광수용체로 확인되었다. 
흡혈오징어는 대부분의 두족류에서 흔히 볼 수 있는 색소 기관이 잘 발달되지 않았다. 따라서 얕은 곳에 사는 두족류의 극적인 방식으로 피부색을 바꿀 수 없다.

## 서식지와 적응
흡혈오징어의 전 세계 분포 지역은 열대 및 아열대 지역에 국한되어 있다. 흡혈오징어는 깊은 바다 두족류의 극단적인 예로서, 600~900미터의 빛이 없는 깊이나 그 이상의 깊이에서 서식한다. 세계 해양의 이 지역 내에는 산소 최소 지대(OMZ)로 알려진 별개의 서식지가 있다. 이 구역 내에서, 대부분의 복잡한 유기체의 유산소 대사를 지원하기에는 산소 포화도가 너무 낮다. 흡혈오징어는 산소 포화도가 3%에 달하는 산소 최소 지역에서 생애주기 전체를 살 수 있는 유일한 두족류이다.
깊은 곳의 삶에 대처하기 위해 흡혈 오징어는 여러 가지 적응 과정을 거쳤다. 모든 심해 두족류 중에서 이들의 질량 대비 대사율이 가장 낮다. 그들의 푸른 혈액의 혈색소는 넓은 표면적을 가진 아가미의 도움을 받는 다른 두족류보다 더 효율적으로 산소를 결합하고 운반한다. 약한 근조직을 가지고 있지만 사람의 내이와 비슷한 균형 기관인 평형포와 암모늄이 풍부한 젤리같은 조직이 주변 바닷물의 밀도와 일치하기 때문에 거의 힘을 들이지 않고 민첩성과 부력을 유지한다. 흡혈오징어가 산소 최소 지대에서 번성하는 능력은 생존에 많은 양의 산소를 필요로 하는 최상위 포식자로부터 안전하게 지켜준다.
흡혈오징어는 큰 눈과 시신경엽을 가지고 있는데, 이는 생물 발광을 광범위로 감지하고 먹이와 짝의 밀도가 낮은 거대한 물의 양을 감시하기 위한 감도를 높이기 위한 적응이다.
많은 심해 두족류처럼 흡혈오징어도 먹물 주머니가 없다. 만약 위협을 받으면, 팔을 바깥쪽으로 말아 몸을 감싸, 몸 전체를 뒤집어서 가시가 돋친 돌기를 드러낼 것이다. 심하게 불안하면, 팔 끝의 수많은 푸른 빛 구체를 포함하는 끈적끈적한 생물 발광 점액 구름을 방출할 수 있다. 약 10분 동안 지속되는 이 광체는 포식자의 눈을 멀게하고 흡혈오징어가 멀리 헤엄칠 필요 없이 어둠 속으로 사라지게 하는 역할을 한다. 이 광체는 포식자에게 달라붙어 흡혈오징어의 포식자를 2차 포식자에게 더 잘 보이게 한다. 점액을 재생산하는 것은 신진대사적으로 에너지가 많이 들기 때문에 매우 동요할 때만 보여지는 생성물이다.  흡혈오징어는 먹이를 유인하기 위한 미끼로도 사용되는 생체 발광 기관을 각각의 팔 끝에 가지고 있다.

## 발달
흡혈오징어의 개체발생에 대해서는 알려진 바가 거의 없다. 이들의 발육은 세 가지 형태학적 형태를 통해 진행되는데, 매우 어린 동물들은 한 쌍의 지느러미를 가지고 있고, 중간 형태는 두 쌍의 지느러미를 가지고 있으며, 성숙한 형태는 다시 한 쌍의 지느러미를 가지고 있다. 
발육 초기 및 중간 단계에서는 한 쌍의 지느러미가 눈 근처에 위치한다. 동물들이 성장하고 부피 대비 표면적이 감소함에 따라, 지느러미는 걸음걸이 효율을 극대화하기 위해 크기가 조정되고 위치가 조정된다. 어린 개체들은 주로 제트 추진에 의해 스스로 추진되는 반면, 성숙한 개체들은 지느러미를 펄럭이는 것이 가장 효율적인 수단이라는 것을 발견한다. 
이 독특한 개체발생은 과거에 혼동을 일으켰고, 다양한 형태들이 별개의 과에서 여러 종으로 확인되었다. 만약 다른 심해 두족류에 대한 지식에서 가설을 도출할 수 있다면, 흡혈오징어는 소수의 큰 알을 통해 천천히 번식할 것이다. 
배란은 불규칙하며 생식선의 발달에 최소한의 에너지 헌신이 있다. 동물들이 자주 찾는 수심에는 영양분이 풍부하지 않기 때문에 성장이 느리다. 서식지의 광활함과 개체수가 희박하기 때문에 번식을 우연히 만나게 된다. 암컷은 알을 수정하기 전에 수컷의 수압 이식 정자(원통 모양의 정자 주머니)를 장기간 보관할 수 있다. 
이들의 생식 전략은 반복적인 것으로 보이며, 이는 반달형 콜레오상과에서는 예외이다. 흡혈오징어가 여러 번 번식 주기의 증거를 보인 반면, 콜레아 두족류는 한 번의 번식 주기만 거치는 것으로 생각된다. 알을 낳은 후, 암컷 흡혈오징어가 휴식을 취한 후 새로운 알 덩어리가 형성된다. 이 과정은 최대 20회 이상 반복될 수 있다. 
흡혈오징어의 반복적인 생활습관은 오징어의 편안한 생활습관과 함께 진화했다는 가설이 있다. 흡혈오징어와 같이 성체 생존율이 높은 생물에서 종종 나타나는 반복성으로 인해, 이 종은 많은 저비용 생식 주기를 기대할 수 있다. 몸길이는 약 8mm이고, 성체의 잘 발달된 미니어처이며, 약간의 차이가 있다. 팔에는 띠가 없고, 눈은 더 작으며, 늑골 필라멘트가 완전히 형성되지 않았다. 
새끼를 낳는 것은 투명하며,  기간 동안 알 수 없는 풍부한 내부 노른자를 먹고 살다가 먹이를 적극적으로 먹기 시작한다. 더 작은 동물들은 더 깊은 바다에 자주 다니며, 아마도 바다의 눈(낙하하는 유기물 잔해)을 먹고 사는 것으로 추정된다. 성숙한 흡혈오징어는 또한 물고기 뼈, 다른 오징어 살, 그리고 젤라틴 물질이 성숙한 흡혈오징어 위에서 기록되었기 때문에 더 큰 먹이를 사냥하는 기회주의적 사냥꾼으로 여겨진다.
흡혈오징어의 번식은 다른 두족류와는 다르다. 짝짓기를 하는 동안 수컷은 암컷에게 정자 한 묶음을 건네주고, 암컷은 그것을 받아 자신의 맨틀 안에 있는 특별한 주머니에 저장한다. 암컷이 준비가 되면, 암컷은 새끼를 낳기 위해 그 주머니를 사용할 것이다. 암컷은 번식의 필요성을 느낄 때 별도의 산란 "이벤트"로 알을 낳는다. 이러한 산란 행사는 흡혈오징어의 낮은 대사율 때문에 상당히 멀리 떨어져 발생하는데, 이는 산란하는데 필요한 자원을 축적하는 데 오랜 시간이 걸린다는 것을 의미한다. 이것은 매우 드물고 그것에 대한 추가적인 연구가 필요하다.

## 습성
알려진 습성은 무인 해중 작업장치의 한시적 관찰에서 수집되었다. 흡혈오징어는 포획될 때 종종 부상을 당하며 8년 이상 살 수 있다는 가설이 있지만, 수족관에서는 최대 두 달까지 생존한다. 인공적인 환경에서는 비방어적 행동에 대한 신뢰할 만한 관찰이 어렵다. 2014년 5월, 몬터레이 베이 수족관은 최초로 이 종을 전시했다.  
두 개의 긴 필라멘트가 전개되면서 흡혈오징어는 깊고 검은 해류를 따라 표류하는 것이 관찰되었다. 필라멘트가 물체와 접촉하거나 진동이 그들에게 영향을 주면 이들은 빠른 곡예 동작으로 원인을 조사한다. 이들은 초당 두 개의 신체 길이만큼 나아갈 속도로 수영할 수 있으며, 가속 시간은 5초이다. 하지만 이들의 약한 근육은 체력을 상당히 제한한다.
더 쾌적한 기후에 사는 친척들과는 달리, 심해 두족류는 장기간의 유영에 에너지를 소비할 여유가 없다. 그들의 낮은 신진대사율과 그러한 깊이의 낮은 먹이 밀도를 고려하여, 흡혈오징어는 에너지를 보존하기 위해 혁신적인 포식자 회피 전략을 사용해야 한다. 적을 만나면 머리 끝을 발광시켜 눈처럼 빛나게 만든다. 동시에 눈을 다리로 뒤집어 가리고 빛의 양을 조절하면서 서서히 작게 만들어 멀리 도망가는 효과를 내서 포식자로부터 탈출을 한다. 앞에서 언급한 발광 점액은 빛나는 팔 끝의 몸 뒤집기, 불규칙한 움직임, 그리고 탈출 궤도과 결합되어 포식자가 여러 표적을 식별하기 어렵게 만든다. 흡혈오징어의 신축가능한 필라멘트는 탐지 및 탈출 방법을 통해 포식자 회피에 더 큰 역할을 한다. 
"호박" 또는 "파인애플" 자세라고 불리는 위협에 대한 반응에서, 흡혈오징어는 팔을 몸 위로 뒤집어서 망토 형태를 만들어 가시를 드러내 표면적으로는 무시무시한 큰 형태를 보이지만 무해한 가시이다. 망토 형태의 아랫부분은 짙은 색소로 덮여 있어 대부분의 발광기를 가린다. 빛나는 팔의 끝은 흡혈오징어의 머리보다 훨씬 위에 뭉쳐져 있어서, 공격을 급소로부터 멀어지게 한다. 만약 포식자가 팔 끝을 물어뜯는다면, 흡혈오징어는 팔을 재생시킬 수 있다.

## 먹이
팔은 8개이지만 먹이를 잡을 수 있는 촉수는 부족하다. 대신 먹이를 잡기 위해 두 개의 섬모를 사용한다. 이 섬모들은 먹이를 감지하고 안전하게 하는 데 도움을 주는 많은 감각세포로 구성된 작은 털을 가지고 있다. 이 것들은 음식물을 뭉치기 위해 빨판에서 분비되는 점액과 노폐물을 결합한다.    
흡혈오징어는 젤리 모양의 동물성 플랑크톤과 완전한 요각류, 패충류, 단각류, 등각류 등의 잔재를 먹으며 더 큰 먹이를 잡아먹기 위해 물 속에서 일부러 생물 발광 원생물을 교란시키는 독특한 유인 방법을 사용한다.    

## 관계
뱀피로 모르피다는 다른 모든 문어의 자매 분류군이다. 여러 유전자와 미토콘드리아 게놈을 이용한 두족류의 계통발생학적 연구는 뱀피로모르피다가 다른 모든 문어와 진화적으로 분리된 최초의 문어군이라는 것을 보여주었다.  
뱀피로모르피다는 광포자(photopore)의 소유와 아마도 변형된 팔인 두 개의 벨라 필라멘트와 같은 파생된 특성으로 특징지어진다.  
또한 오징어를 포함한 다른 콜레오이드와 내부 글라디우스를 포함하고 있으며, 8개의 물갈퀴가 있는 팔과 서큘레이트 문어를 포함하고 있다.  
뱀피로투티스는 8개의 원팔을 시라타와 공유하고 있으며, 이 팔은 측방 원팔 또는 필라멘트가 번갈아 교차한다,또한 뱀피로투티스와 쥐라기-크리스티기 롤리고세피나 사이의 밀접한 관계는 글라디우스의 유사성, 즉 내부강화 구조로 나타난다. 